# Robert Ruffi
Robert Ruffi (auch: Robèrt Rufi; * 1542 in Marseille; † 25. Januar 1634 ebenda) war ein französischer Dichter okzitanischer Sprache.

## Leben und Werk
Robert Ruffi war Notar in Marseille und Freund des okzitanischen Dichters Louis Bellaud de La Bellaudière. Er war Sekretär des Stadtrats und von 1593 bis 1596 Sekretär des Diktators Charles de Casaulx sowie Stadtarchivar. Für eine erstmalige Geschichte der Stadt Marseille sammelte er Material, das sein Enkel Antoine de Ruffi zu einem Buch nutzte. Er schrieb Sonette und fühlte sich in der Nachfolge der Troubadourlyrik.

## Werke (Auswahl)
- Poésies provençales de Robert Ruffi (XVIe siècle). Hrsg. Octave Teissier V. Boy, Marseille 1894.
- Contradiccions d’amor. Contradictions d’amour. Hrsg. und Übersetzer Jean-Yves Casanova. Atlantica, Biarritz. Institut occitan, Pau 2000. (zweisprachige Ausgabe okzitanisch-französisch)